# 奇棒真精器魚
奇棒真精器魚，為輻鰭魚綱銀漢魚目精器魚科的其中一種，分布於亞洲菲律賓Bato、Camarines Sur、Lanigay及Albay湖，為熱帶淡水魚，體長可達2公分，棲息在表層水域，生活習性不明。

## 擴展閱讀
維基物種上的相關：奇棒真精器魚